# Gare de l'Université Hadj Lakhdar
Pour les articles homonymes, voir Gare de l'Université.
La gare de l'université Hadj Lakhdar est une gare ferroviaire algérienne située sur le territoire de la commune de Batna, dans la wilaya de Batna. Elle dessert l'université Hadj Lakhdar (Université Batna 1).

## Situation ferroviaire
La gare est située au sud-ouest de la ville de Batna, sur la ligne d'El Guerrah à Touggourt. Elle est précédée de la gare de Batna et suivie de celle de Aïn Touta.

## Service des voyageurs

### Desserte
La gare de l'Université Hadj Lakhdar est desservie par les trains régionaux assurant la liaison entre Aïn Touta - Djerma,,.